# Bużysko (jezioro w powiecie ostrowskim)
Bużysko – jezioro, będące starorzeczem rzeki Bug, położone w woj. mazowieckim, w powiecie ostrowskim, w gminie Małkinia Górna.
Rejon Bużyska porośnięty jest typową roślinnością nadwodną, szuwarami i zaroślami wierzb. Jezioro jest otoczone przez wilgotne łąki oraz pastwiska. Jezioro wykorzystują migrujące ptaki wodno-błotne. Na przylegających kompleksach łąk i pastwisk licznie występują m.in. bekas kszyk, dubelt, rycyk i krwawodziób.
Dużą powierzchnię w starorzeczu zajmuje zespół osoki aleosowatej oraz zespół grążela żółtego i grzybieni białych. Brzegi przeważnie zasiedla w mniejszym stopniu zespół oczeretu jeziornego. Na pobliskich obniżeniach terenu i na brzegach jeziora występuje szuwar wielkomannowy. Na obszarze większych głębokości zbiornika, przy brzegach rośnie szuwar pałki szerokolistnej oraz skrzypu bagiennego. Można znaleźć tutaj także zespoły turzycy zaostrzonej, które charakteryzują bardziej wilgotne lub zabagnione zagłębienia terenu, jak i brzegi Bużyska.
W 2004 roku władze gminy Małkinia Górna zaproponowały utworzenie na obszarze jeziora rezerwatu przyrody, który został zaprojektowany w dokumentacji Nadbużańskiego Parku Krajobrazowego.